# Наконово-Старе
Наконово-Старе (пол. Nakonowo Stare, нім. Nackenau) — село в Польщі, у гміні Хоцень Влоцлавського повіту Куявсько-Поморського воєводства.
Населення — 120 осіб (2011).
У 1975-1998 роках село належало до Влоцлавського воєводства.

## Демографія
Демографічна структура станом на 31 березня 2011 року:
|          | Загалом | Допрацездатний вік | Працездатний вік | Постпрацездатний вік |
| -------- | ------- | ------------------ | ---------------- | -------------------- |
| Чоловіки | 62      | 17                 | 40               | 5                    |
| Жінки    | 58      | 11                 | 33               | 14                   |
| Разом    | 120     | 28                 | 73               | 19                   |